# 164006 Thierry
164006 Thierry este o planetă minoră (asteroid) din centura de asteroizi. A fost descoperită pe 21 octombrie 2003 la Saint-Sulpice de Bernard Christophe⁠(d). 
Obiectul prezintă o orbită caracterizată de o semiaxă mare de 2,565886242008 UAi, o excentricitate de 0,18, o înclinație de 1,3 ° în raport cu ecliptica.